# 布莱思·丹纳
布莱思·丹纳（英語：Blythe Danner，1943年2月3日—），女，美国演员。曾获得黃金時段艾美獎戏剧类电视系列剧最佳女配角。